# Stazione di Thionville
La stazione di Thionville (in francese Gare de Thionville) è la principale stazione ferroviaria della città francese di Thionville.